# Protosuchus
Protosuchus ist eine ausgestorbene Gattung von fleischfressenden Crocodylomorpha des Unterjura. Der Name Protosuchus bedeutet „erstes Krokodil“. Er ist unter den frühesten Tieren den Krokodilen am ähnlichsten. Protosuchus war ca. 1 Meter lang und wog ca. 30 bis 45 Kilogramm.

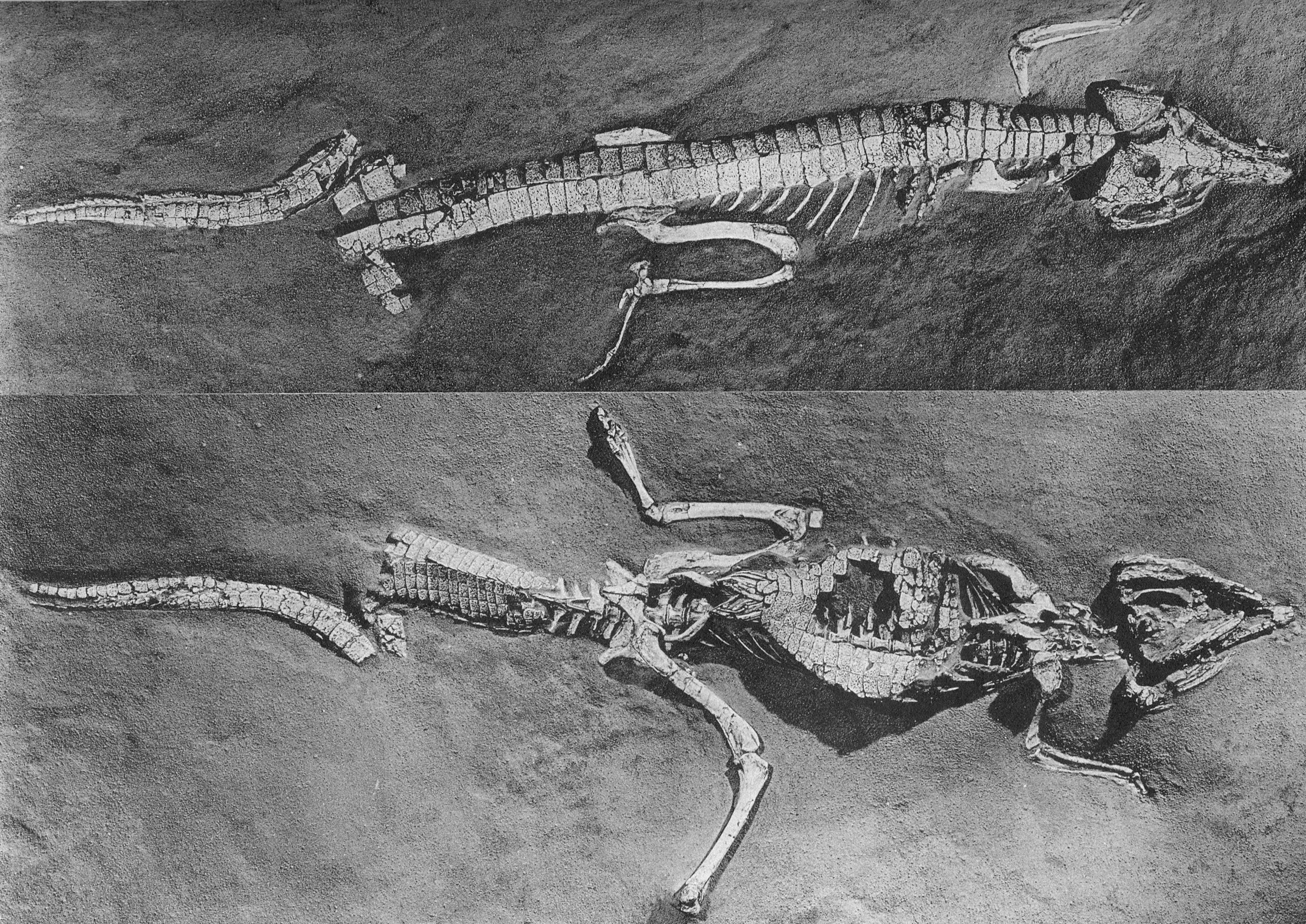
Protosuchus richardsoni fossil AMNH3024

Als ein früher Verwandter der Krokodile zeigt sein breiter Schädel mehr Krokodilmerkmale als seine früheren Vorfahren; er hatte kurze Kiefer, die sich an der Basis des Schädels stärker verbreiterten und eine große Oberfläche für den Ansatz der Kiefermuskeln bot. Dadurch konnte das Maul weiter aufgerissen werden und erhöhte zudem die Kraft der Kiefer, mit der sie geschlossen wurden. Die Bezahnung der Tiere ähnelte auch der von modernen Krokodilen, einschließlich der Zähne im Unterkiefer, die in die Aussparungen des Oberkiefers passten, wenn das Maul geschlossen wurde. Sie besaßen auch einen dicken kräftigen Schwanz.
Der Rücken war mit einer Doppelreihe von Knochenplatten bedeckt.
Im Gegensatz zu heutigen Krokodilen trug er seinen Leib weit über dem Boden. Seine Beine waren lang und schlank und seine dünnen Füße mit fünf Zehen besaßen Krallen. Dies deutet darauf hin, dass Protosuchus ein guter Läufer war und eher an Land als im Wasser jagte.

## Synonyme
- Baroqueosuchus Busbey und Gow, 1984
- Lesothosuchus Whetstone und Whybrow, 1983

## Arten
Drei Arten von Protosuchus wurden bisher beschrieben: der Typus P. richardsoni aus Arizona, USA, P. micmac aus Nova Scotia, Kanada und P. haughtoni aus Südafrika, auch fossile Überreste in der Antarktis wurden gefunden.